# حديقة كاميا الوطنية
حديقة كاميا الوطنية (بالبرتغالية: Parque Nacional da Cameia) هي حديقة وطنية تقع في مقاطعة موشيكو ليستي شرق أنغولا، على ارتفاع يبلغ نحو 1100 متر فوق مستوى سطح البحر. تغطي الحديقة مساحة قدرها 14,450 كم². تحمل الحديقة نفس اسم البلدية المجاورة كاميا.